# 鳥取県道269号松河原名和線
鳥取県道269号松河原名和線（とっとりけんどう269ごう まつがわらなわせん）は、鳥取県西伯郡大山町を通る、かつて存在した一般県道である。

## 概要
西伯郡大山町松河原から西伯郡大山町富長に至る。本路線は国道9号の旧道である。2020年（令和2年）3月31日、鳥取県告示第160号により廃止され、大山町に移管された。

### 路線データ
- 起点：鳥取県西伯郡大山町松河原（松河原交差点、国道9号交点、鳥取県道276号高橋松河原線終点）
- 終点：鳥取県西伯郡大山町富長（国道9号交点）

## 歴史
- 1967年（昭和42年）11月4日 - 鳥取県告示第683号により鳥取県道193号松河原名和線として認定される[3]。
- 2020年（令和2年）3月31日、鳥取県告示第160号により廃止され、大山町に移管[1]。

## 地理

### 通過していた自治体
- 鳥取県
  - 西伯郡大山町

### 交差していた道路
| 交差していた道路                  | 交差していた場所 | 交差していた場所    |
| --------------------------------- | ---------------- | ------------------- |
| 国道9号 鳥取県道276号高橋松河原線 | 松河原           | 松河原交差点 / 起点 |
| 大山町道                          | 西坪             |                     |
| 大山町道                          | 御来屋           |                     |
| 国道9号                           | 富長             | 終点                |

### 沿線
- 光徳郵便局
- 日本海